# Истюритс
Истюри́тс (фр. Isturits) — коммуна во Франции, находится в регионе Новая Аквитания. Департамент — Атлантические Пиренеи. Входит в состав кантона Пеи-де-Бидаш, Амикюз и Остибар. Округ коммуны — Байонна.
Код INSEE коммуны — 64277.

## География
Коммуна расположена приблизительно в 670 км к юго-западу от Парижа, в 175 км южнее Бордо, в 70 км к западу от По.
По территории коммуны протекает река Арберу.

## Климат
Климат тёплый океанический. Зима мягкая, средняя температура января — от +5°С до +13°С, температуры ниже −10 °C бывают редко. Снег выпадает около 15 дней в году с ноября по апрель. Максимальная температура летом порядка 20-30 °C, выше 35 °C бывает очень редко. Количество осадков высокое, порядка 1100 мм в год. Характерна безветренная погода, сильные ветры очень редки.

## Население
Население коммуны на 2010 год составляло 450 человек.
| 1962 | 1968 | 1975 | 1982 | 1990 | 1999 | 2010 |
| ---- | ---- | ---- | ---- | ---- | ---- | ---- |
| 288  | 262  | 303  | 321  | 330  | 366  | 450  |

## Администрация
| Период | Период | Фамилия              | Партия | Примечания |
| ------ | ------ | -------------------- | ------ | ---------- |
| 1995   | 2001   | Ксальба Шарритон     |        |            |
| 2001   | 2020   | Жан-Мишель Донапетри |        |            |

## Экономика
В 2010 году среди 238 человек трудоспособного возраста (15-64 лет) 188 были экономически активными, 50 — неактивными (показатель активности — 79,0 %, в 1999 году было 69,2 %). Из 188 активных жителей работали 182 человека (91 мужчина и 91 женщина), безработных было 6 (3 мужчин и 3 женщины). Среди 50 неактивных 14 человек были учениками или студентами, 29 — пенсионерами, 7 были неактивными по другим причинам.

## Достопримечательности
- Три доисторические пещеры Истюритс, Оксоселейя и Эрберюа (поздний палеолит). Исторический памятник с 1953 года[4]
- Протоисторические укрепления. Исторический памятник с 1984 года[5]

## Фотогалерея
- Церковь
- Хлебопекарная печь
- Пресс для яблок
- Нижне-наваррский дом
- Вход в пещеру Истюритс
- Баскская стела
- Баскская стела
- Гора Абарратья